# Dear Michael
«Dear Michael» es una canción interpretada por el cantante estadounidense Michael Jackson. Aparece como la novena y penúltima pista del álbum Forever, Michael, lanzado el 16 de enero de 1975. Compuesta por Elliot Willensky y producida por Hal Davis, la canción es una emotiva balada de amor que destaca por su sencillez melódica y la interpretación vulnerable de Jackson, a sus 16 años. Esta canción es una de las dos veces  y la única composición en la que se utilizó el nombre del cantante en la música, junto al primer álbum póstumo del cantante, Michael.

## Contexto y grabación
Dear Michael fue grabada en octubre de 1974 en los estudios de Motown en Los Ángeles, California, en una etapa donde Jackson se encontraba en transición de una imagen infantil a una más madura. La canción es un reflejo de la conexión profunda entre Jackson y sus fans, ya que la letra adopta el formato de una carta escrita por una admiradora al cantante.
El productor Hal Davis, conocido por su trabajo con Jackson en I'll Be There y Never Can Say Goodbye, optó por una producción minimalista, permitiendo que la suave voz de Jackson se destacara sobre una orquestación de cuerdas delicada y una base rítmica muy sutil.

## Estructura musical y letra
Dear Michael está compuesta en la tonalidad de Mi bemol mayor y sigue una estructura armónica simple, que resalta la fragilidad emocional en la interpretación vocal de Jackson. La canción es una balada melódica con un tempo lento y un enfoque en la voz suave y aterciopelada de Jackson. Los arreglos de cuerdas y la percusión discreta complementan la letra, que describe una relación entre el cantante y sus seguidores. Junto a los géneros de soul, R&B, la balada y el blue-eyed soul, comparte la pista con otros géneros como el pop orquestal y el adult contemporary
La letra de la canción refleja la devoción de una admiradora, que expresa su amor por Michael Jackson en una carta, pidiéndole que nunca olvide a sus fans. Este enfoque lírico conecta de manera íntima con la relación que Jackson siempre mantuvo con su público, particularmente con sus admiradoras, muchas de las cuales lo consideraban un ídolo inalcanzable pero cercano al mismo tiempo.

## Recepción crítica
Aunque Dear Michael no fue lanzada como sencillo, fue bien recibida por los críticos. Billboard la calificó como una de las canciones más sentimentales del álbum, señalando la honestidad emocional de la interpretación de Jackson. La crítica destacó la madurez vocal de Jackson y la habilidad de Hal Davis para producir una balada tan conmovedora con una estructura simple pero efectiva.
AllMusic señaló que la canción era una muestra de la creciente habilidad de Jackson para conectar emocionalmente con su audiencia, incluso a través de canciones que no eran lanzadas como sencillos.

## Análisis lírico y emocional
El contenido lírico de Dear Michael está centrado en la relación de Michael Jackson con sus admiradoras, adoptando una perspectiva íntima y personal que resuena a lo largo de la canción. La letra no solo refleja el amor romántico, sino también una conexión platónica y de devoción. Este enfoque lírico es común en muchas baladas de la era Motown, donde las letras frecuentemente narraban historias de amor y dedicación en sus diferentes facetas.
La voz de Jackson, aún en proceso de maduración, se presenta en un tono suave y juvenil, pero con la suficiente profundidad emocional para transmitir el mensaje de la canción. En particular, la interpretación de las palabras "Dear Michael" al inicio de cada estrofa captura un sentido de cercanía y ternura que conecta profundamente con los oyentes.

## Impacto y legado
Aunque no se considera uno de los grandes éxitos comerciales de Jackson, Dear Michael ha sido apreciada retrospectivamente por su contenido emocional y su valor sentimental dentro de su discografía temprana. A lo largo de los años, ha sido reconocida como una canción significativa que ayudó a construir la conexión entre Jackson y sus fanáticos.
En la compilacion de Anthology, Dear Michael se ha incluido como una de las representaciones más destacadas de la era Motown de Jackson. La canción también ha sido mencionada en diversos documentales y libros sobre la carrera del artista, destacándose como un ejemplo temprano de su capacidad para conectarse emocionalmente con el público.

## Personal
- Michael Jackson – voz principal
- Hal Davis – productor
- Elliot Willensky – compositor
- James Anthony Carmichael – arreglos
- David T. Walker – guitarra
- Joe Sample – piano
- Gary Coleman – percusión
- The Funk Brothers – instrumentación adicional.[10]